# Paolo Pininfarina
Pour les articles homonymes, voir Paolo et Pininfarina.
Paolo Pininfarina, né à Turin (Piémont) le 28 août 1958 et mort dans la même ville le  9 avril 2024,, est un designer italien, président héritier de Pininfarina depuis 2008.

## Biographie
Petit-fils de Gian-Battista Pinin Farina (1893-1966), fils de Sergio Pininfarina (1926-2012) et frère d'Andrea Pininfarina (1957-2008) (tous trois designers, PDG ou fondateur de l'entreprise familiale Pininfarina), Paolo Pininfarina est ingénieur diplômé en 1982 en génie mécanique de l'École polytechnique de Turin, avant d'intégrer l'entreprise familiale,,.

Quelques modèles emblématiques de l'ère Paolo Pininfarina
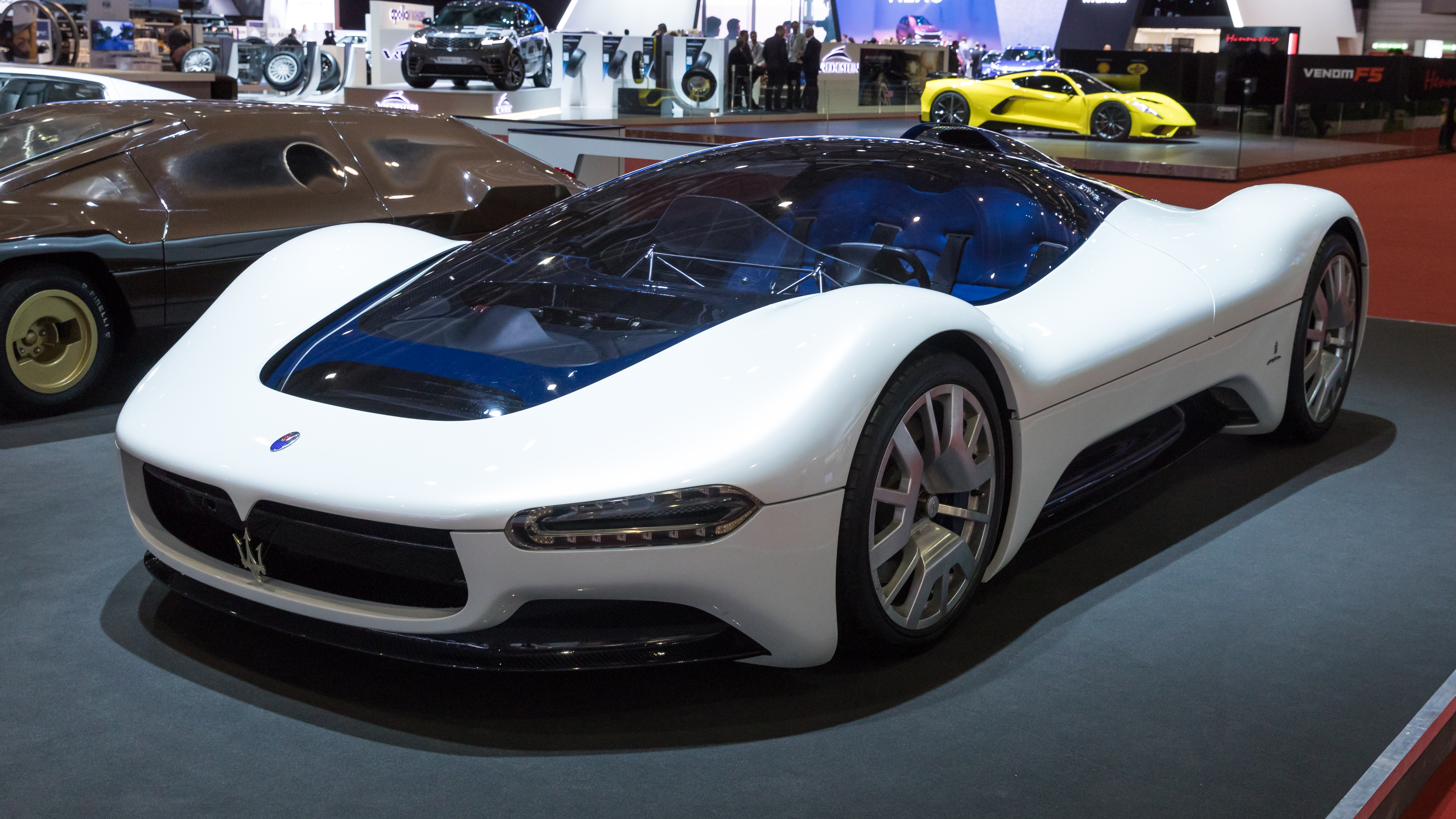
Maserati Birdcage75th (2005).
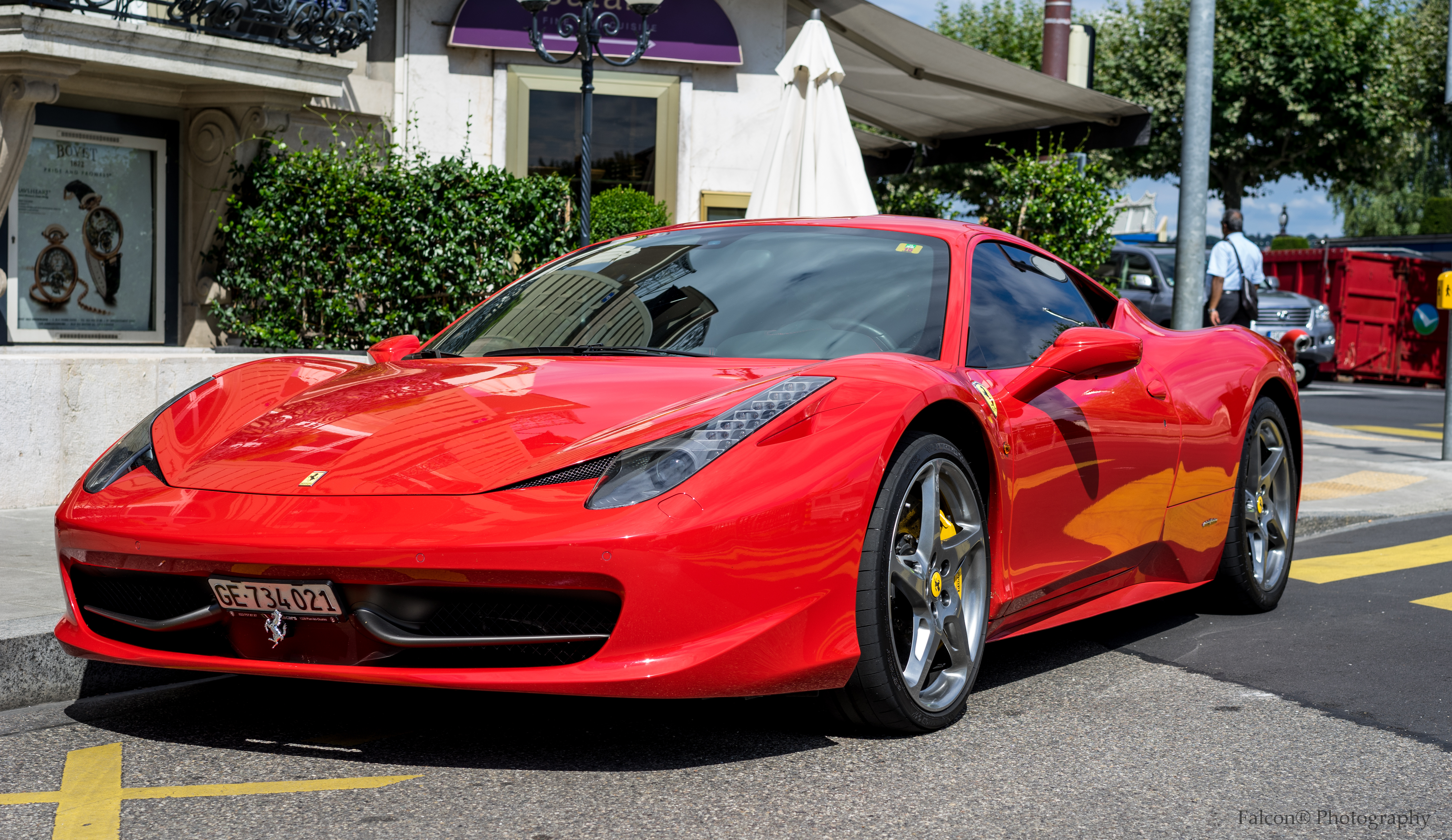
Ferrari 458 (2009).

Il prend en 1987 la direction de Pininfarina Extra (filiale de design non automobile, en design industriel, objets, électroménager, mobilier, architecture, architecture d’intérieur, nautique, aéronautique…), puis devient vice président de Pininfarina en 2006, aux côtés de son frère aîné Andrea Pininfarina, à qui il succède à la présidence de l'entreprise familiale à la suite de la disparition accidentelle de ce dernier en 2008,,.
Pininfarina produit un concept car Ferrari Pininfarina Sergio Concept en 2013 (produit à six exemplaires supplémentaires en 2014) en hommage à la disparition de Sergio Pininfarina en 2012, et aux soixante ans de collaboration historique au sommet de Ferrari et Pininfarina.

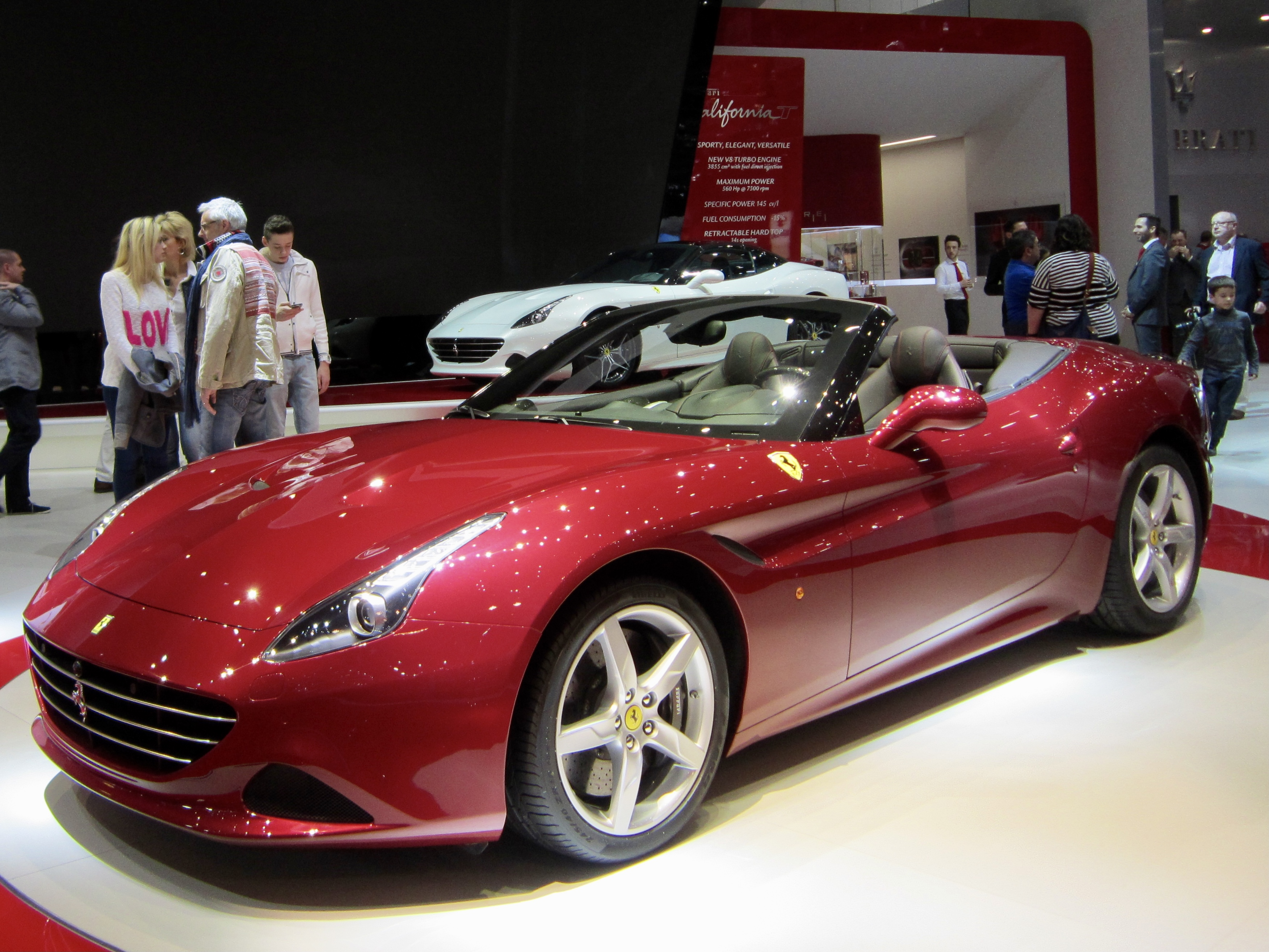
Ferrari California (2008).
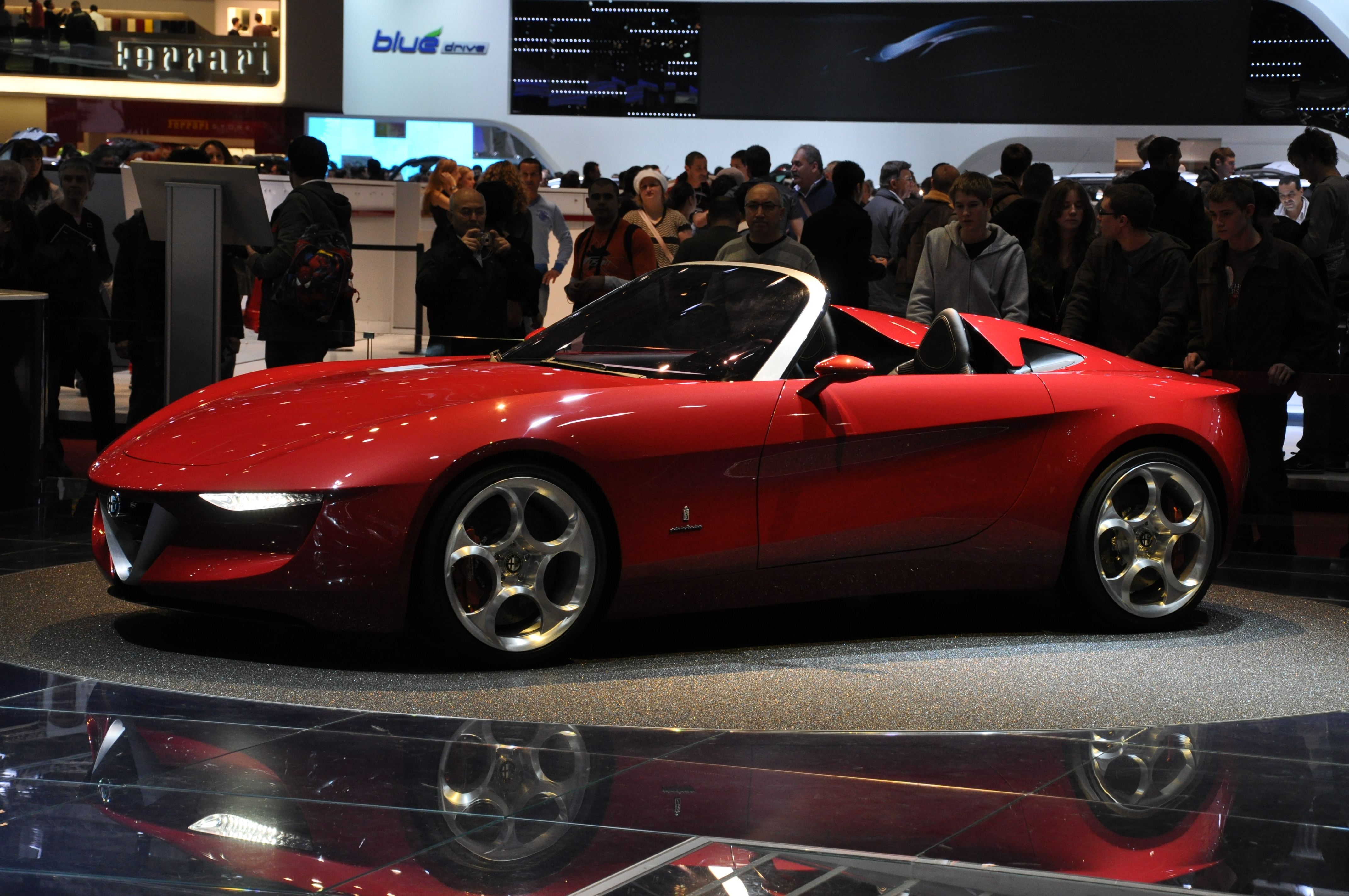
Alfa Romeo 2uettottanta (2010).
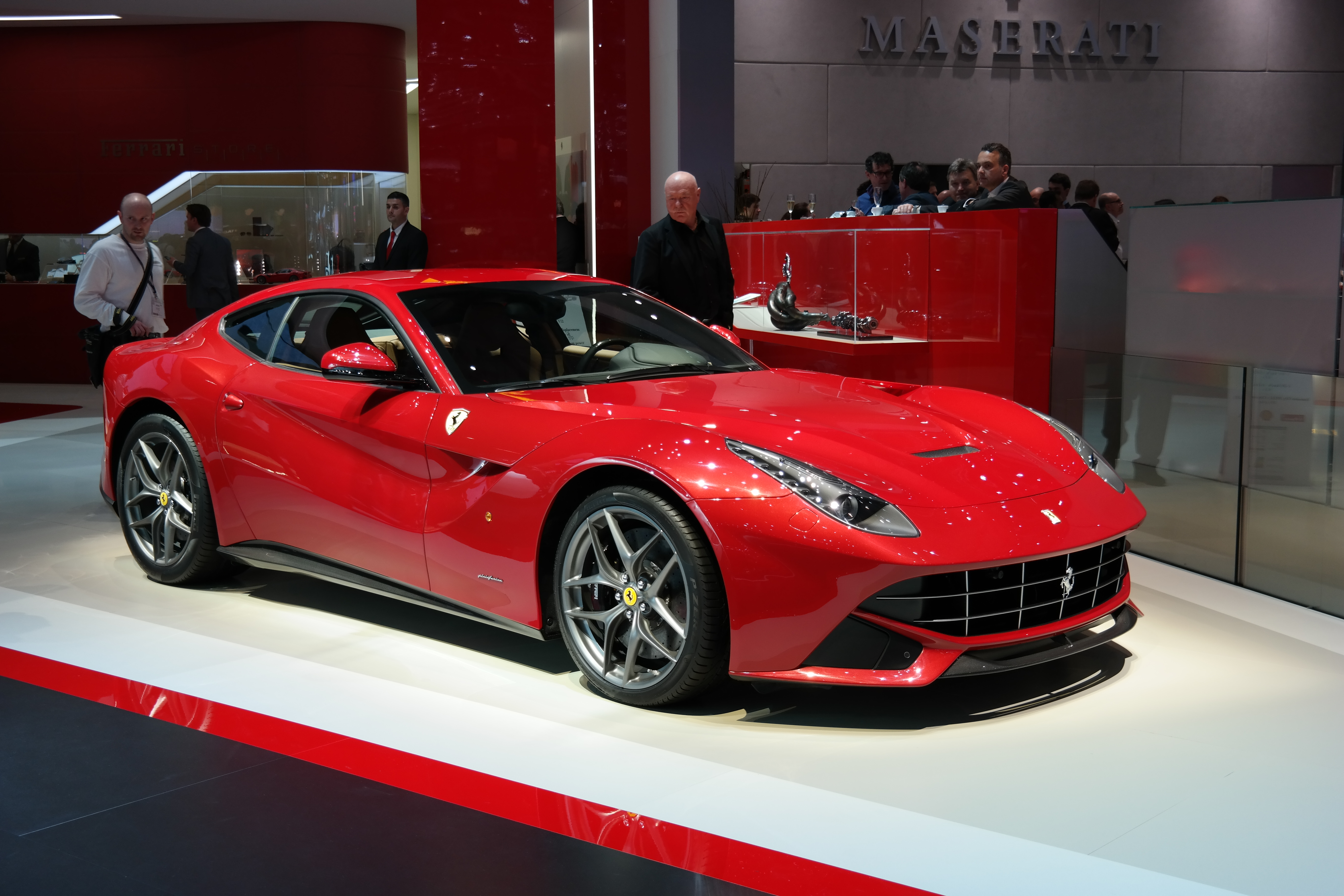
Ferrari F12 Berlinetta (2012).
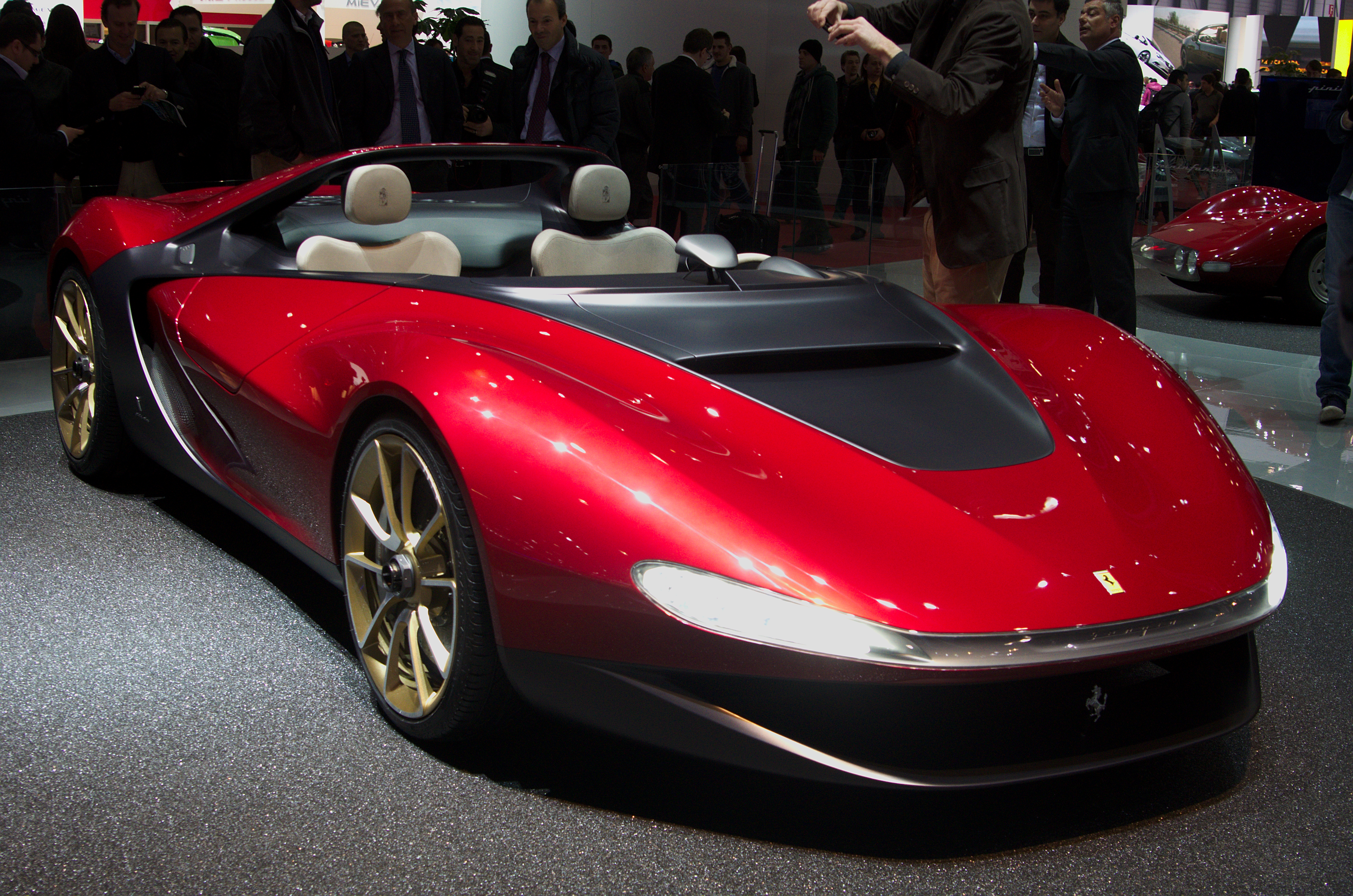
Ferrari Pininfarina Sergio Concept (2013).
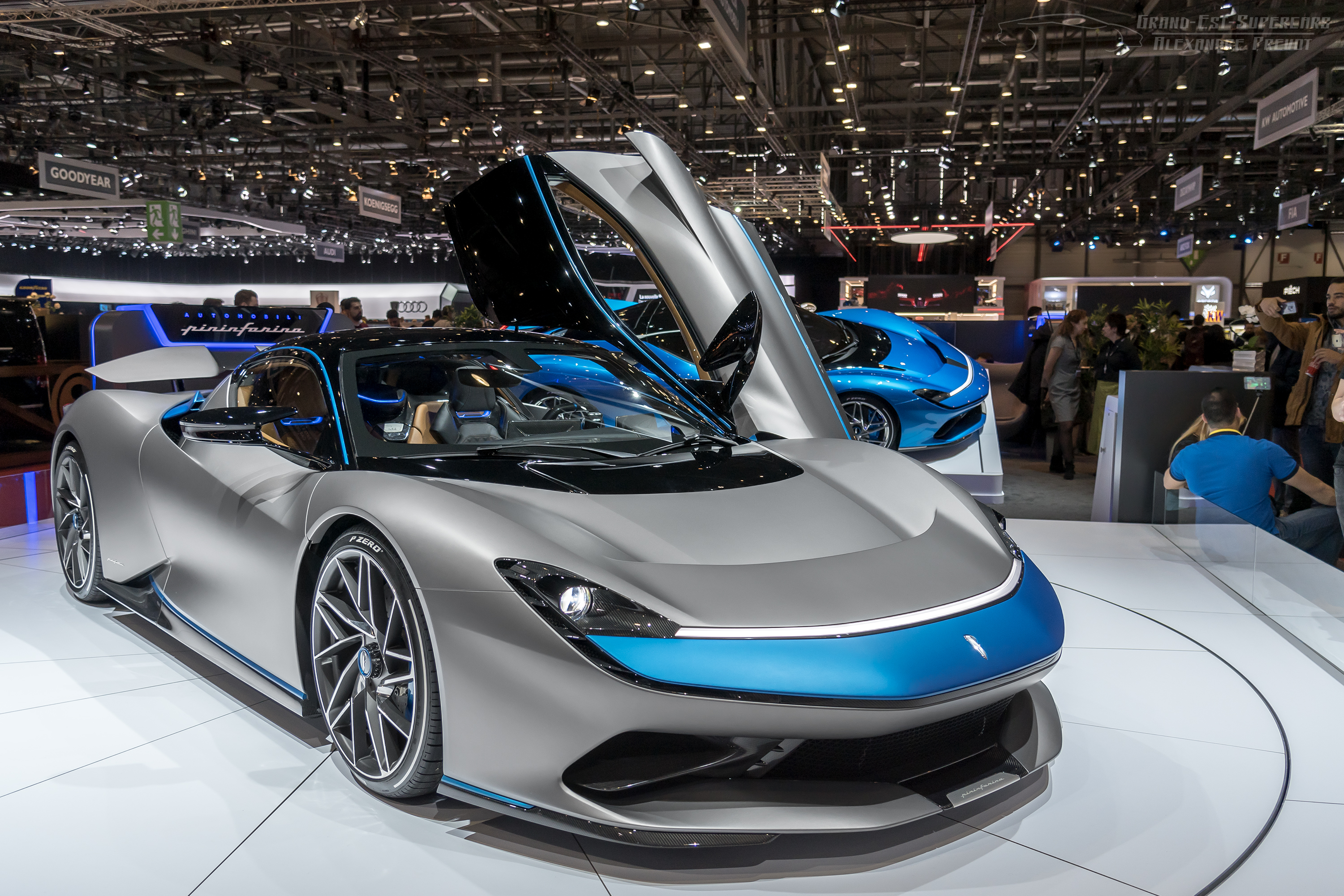
Pininfarina Battista (2020).

Pininfarina produit sa première hypercar Pininfarina Battista de la marque en 2018, voiture électrique de 1 900 ch, pour plus de 400 km/h de vitesse de pointe, produite à 150 exemplaires, et présentée au salon international de l'automobile de Genève 2019.
Paolo Pininfarina, président de Pininfarina Spa, est décédé à Turin le 9 avril 2024 à l'âge de 65 ans.